# Viggo Loos
Viggo Sebastian Loos, född 12 maj 1895 i Malmö i Sankt Pauli församling, död 29 maj 1974 i Löderup i Ystads kommun i Skåne, var en svensk tidningsredaktör och konsthistoriker, verksam i Norrköping. Han var filosofie doktor i konsthistoria och skrev under signaturen V L.
Viggo Loos var gift två gånger. Han gifte sig 1918 med Anna Heintze (1884–1956), och 1958 gifte han om sig med fil.kand. Elsa Winberg (1911–1965), bibliotekarie vid Norrköpings stadsbibliotek.
Viggo Loos var under många år kulturredaktör vid Norrköpings Tidningar. Han blev känd som konsthistoriker och kulturskribent och bidrog bland annat med tre avsnitt till stadsmonografin Norrköpings historia. Han var också konstnär och poet med ett flertal diktsamlingar. Efter hans bortgång överlämnades hans handlingar till Norrköpings stadsarkiv genom filosofie doktor Björn Helmfrids förmedling.

## Tidningsredaktör
Viggo Loos började 1916 som medarbetare i Skånetidningen Dagen. Den började i december 1896 att utges i Stockholm och år 1913 bildades ett särskilt bolag för fortsatt utgivning av tidningen. Den flyttades 1916 till Malmö, där den under namn av Skånetidningen Dagen av ännu ett nytt bolag, "Skånetidningen Dagens a.-b.", utgavs, tills den med utgången av 1920 nedlades.
År 1920 blev Viggo Loos redaktionssekreterare i Norrköpings Tidningar och 1934 andre redaktör och politisk medarbetare. Han var andre redaktör 1934–1955. Åren 1950–1955 var han även dess ansvarige utgivare. Såsom tidningsman på Norrköpings Tidningar kom Viggo Loos att i mångt och mycket ta arv efter sin föregångare på redaktionssekreterarposten, Arthur Nordén. Loos blev huvudsakligen tidningens kulturredaktör. Han bevakade med stor framgång teaterlivet i Norrköping och i Stockholm och recenserade konstevenemang. Genom Loos insatser vann Norrköpings Tidningars kultursidor stort anseende inom landsortspressen. 1955 gick han i pension. Han åtog sig då att fram till 1958 teckna sin tidnings historia under tvåhundra år. När hans En avisa genom två sekler 1758–1958 utkom möttes den med lovord. Norrköpings Tidningar hade grundats med namnet Norrköpings Weko-Tidningar och utkom med sitt första nummer den 14 oktober 1758. Medarbetare till boken, som trycktes vid Norrköpings Tidningar, var bland annat Arthur Nordén och Wilhelm Wiberg. Typografin utfördes av Bertil Kumlien.

## Uppdrag
Loos var ordförande för Norrköpings teaterförening åren 1933–1938 och ordförande för Norrköpings konstgille åren 1934–1948. Han var ordförande i styrelsen för Riksteaterns publikorganisation åren 1934–1936 och för Östra Sveriges pressförening 1934. Loos var ledamot av Norrköpings museibyggnadskommitté åren 1936–1946 och ledamot av kommittén för naturskydd och hembygdsvård i Norrköping 1938, vice ordförande där 1944–1952 samt ledamot av styrelsen för Norrköpings stadsmuseum åren 1946–1952.
Vid två tillfällen var Loos ordförande i arbetsutskottet för att ordna med Kulturmässor i Norrköping. Sommarhalvåret 1941 ordnades en kulturmässa med aktiviteter såsom utställningar, föreläsningar, konserter, teaterföreställningar, visningar med mera.
I Svenska Dagbladets årsbok för händelserna 1941 skrev man att den omfattande Kulturmässan i Norrköping öppnades den 4 och pågick till den 19 oktober (1941). Initiativtagare var dr Viggo Loos. "Sju utställningar voro anordnade, bland dem två konstutställningar, en kyrklig och en stadshistorisk utställning, en hemslöjdsutställning och en utställning kring bosättningens alla problem samt slutligen en bokutställning. Under mässan hade varje dag sitt särskilda program, sålunda färgarnas dag, hantverkets dag, folkberedskapens dag, kvinnornas dag, studieförbundens dag, ungdomens dag och Nordens dag. Dessutom förekommo litterära aftnar, konserter och teaterföreställningar. Mässan blåstes in av härolder i medeltida dräkter och öppnades av prins Eugen. Under densamma förekommo 22 offentliga framträdanden, fyra teaterföreställningar, en rad konserter, föreläsningar och litterära aftnar. Bland de medverkande författarna och föreläsarna befunno sig prins Wilhelm, Ragnar Josephson, Hjalmar Gullberg, Ivar Harrie, Axel L. Romdahl, Sigurd Erixon, professor Paasche, Gunnar Hede och Arthur Engberg. Operan och Riksteatern gästspelade." 
Tio år senare, hösten 1951, anordnades en Kulturmässa i Norrköping, då ämnet handlade om stadens 1700-tal efter ryssarnas härjningar 1719. Kulturmässorna anordnades på Viggo Loos' initiativ, hans avsikt var att en kulturmässa skulle återkomma vart tionde år.

## Författarskap
År 1937 erhöll han filosofie doktorsgraden på en avhandling i konsthistoria. Han har också författat biografier över konstnärerna Carl Skånberg, Carl Wahlbom, Victor Forssell och Gösta von Hennigs. Han bidrog till Svenska män och kvinnor under signaturen V. L–s. Samtidigt med sina konstfilosofiska avhandlingar arbetade Viggo Loos på biografier över konstnärer. Han fängslades av att studera detaljer inom framför allt porträttmåleriet, som gav karaktär åt förebilderna, till exempel handen, ögat eller ikonografiska attribut. Ett exempel på detta är hans bok Blicken i bildkonsten från 1956.

## Arbete om Norrköpings historia
Efter 1958 uppstod ett långt uppehåll i Loos produktion, bortsett från kulturartiklar i pressen. Orsaken var att han hade knutits till det stora stadsmonografiarbete om Norrköpings historia, som på 1940-talet initierats av Föreningen Gamla Norrköping. Loos ansågs mest lämpad att ta hand om skildringen av kulturlivet i staden, som skulle få en särskild skildring efter 1719. Med den grundlighet, som kännetecknade allt vad han företog sig, kastade han sig nu över studiet av de många för honom främmande discipliner, som skulle presenteras i monografiavsnitten om kulturens Norrköping, det var till exempel musiken, undervisningen, religionen och folkrörelserna.
Ett belägg på hans noggranna förberedelser utgör skriften Silversmeder i Norrköping. I förarbetet fick han verksam hjälp av sin andra hustru Elsa Winberg, som var bibilioteksassistent vid Norrköpings bibliotek. Hon fick aldrig uppleva fullbordandet av något av de tre avsnitt Loos stod för i stadsmonografin. Hennes sjukdom och bortgång grep Loos hårt. Samtidigt med det tunga förarbetet till kulturhistorien ägnade han sig med allt större frenesi åt att skriva dikter om ensamhet och död samt åt måleri, som han till en början bedrivit i hemlighet. Den färgskala i svart-grått och vitt han valde speglade samma stämningar som hans senare publicerade dikter. En separatutställning i Norrköpings Konstmuseum under rubriken Svart-vitt (1955) avslöjade för en bredare allmänhet denna sida av Viggo Loos rika konstnärliga begåvning.

## De senare åren
Sedan Viggo Loos' andra hustru avlidit i september 1965 och han blivit änkling, slog han sig ned i Löderup i Ystads kommun i Skåne i hopp om att få förnyad inspiration från sin barndoms landskap till måleri, diktning och skriftställarskap. I någon mån infriades förhoppningarna och tog sig uttryck i dels flera tiotal nya målningar, dels två diktsamlingar med de belysande titlarna Ensamhet (1973) och Tystnadens skuggor (1974). För att utveckla sitt konstnärskap företog Loos flera längre resor till främst Frankrike, där han också var elev vid en känd målarskola, och till Spanien. Särskilt under åren i Löderup blev dessa utrikes målarresor lång. Att fullfölja de kulturhistoriska studierna blev däremot besvärligare. Sista avsnittet i verket, Kulturen i Norrköping 1914–1970, var endast delvis fullbordat då Loos avled i maj 1974. Viggo Loos är begraven på Östra begravningsplatsen i Kristianstad.

## Skrifter
- Långt till land, dikter, 1932
- Kulturteater - Provinsteater, 1933
- Stilväxlingar i 1800-talets måleri, doktorsavhandling, 1937
- Tintoretto - motreformationens målare, 1940
- Friluftsmåleriets genombrott i svensk konst 1860-1885, 1945
- De släckta ljusen, 1946
- Samhället och bildkonsten, 1947
- Ansikte, 1947
- Carl Skånberg, 2. upplagan 1947
- Tizian, 1948
- Carl Wahlbom, 1949
- Victor Forssell, 1951
- Albert Sjöström, 1953
- Blicken i bildkonsten, 1956
- Gösta von Hennigs, Cirkusmålaren, 1958
- En avisa genom två sekler, Norrköpings Tidningars historia under tvåhundra år, 1958
- Ensamhet, dikter, 1973
- Tystnadens skuggor, dikter, 1974